# Songs, Sketches & Reflections
«Songs, Sketches & Reflections», а также «Texter, klotter & funderingar» — книги на английском и шведском языке соответственно, выпущенные издательством «Roos & Tegnér» 24 сентября 2014 года в Швеции и рассказывающие о творчестве шведского музыканта, композитора, автора песен, исполнителя, фронтмена групп Roxette и Gyllene Tider Пера Гессле.

## Описание
Настоящая дилогия состоит из двух частей. Первая книга «Songs, Sketches & Reflections» (Песни, наброски и отражения) написана на английском языке и включает в себя тексты песен, неизданных официально или изданных в качестве b-sides демоверсий песен, всемирно известных хитов группы Roxette, а также рисунки, наброски, фотографии, интервью. Объём книги около 400 страниц. Это издание интересно тем, что было издано несколько книг о Пере Гессле и группе Roxette, но данная книга — первая и единственная, написанная от первого лица непосредственно артистом. Он занимался всем — от содержания до дизайна и иллюстраций книги.
Вторая книга, «Texter, klotter & funderingar» (Песни, наброски и отражения) написана на шведском языке и включает в себя тексты песен группы Gyllene Tider, а также тексты песен с сольных альбомов Гессле (всего около 150 песен), рассказывает о том, как музыканты стали одной из самых популярных групп в Швеции, фотографии, наброски и интервью.
Каждая из двух книг содержит интервью с Пером. Разговор на шведском языке провел Tomas Andersson Wij, а на английском — журналист Свет Линдстрём (Sven Lindström), который является автором книги «Att vara Per Gessle».
На обложке англоязычной книги напечатана фотография правой стороны лица Пера Гессле, в то время как на обложке шведской книги — левая сторона лица музыканта. Таким образом, если обе книги положить на стол друг с другом, можно сопоставить полную фотографию артиста.
Официальный релиз книги планируется в сентябре 2014 года на ежегодной книжной ярмарке в Гётеборге, где ожидается, автор презентует книгу лично. Однако уже сегодня возможен предзаказ книги в одном из шведских интернет-магазинов, который гарантирует, что те, кто оформит предзаказ получит издание с настоящим автографом музыканта.

## Автор о книге
Новости, касательно книг:

Книги на стероидах выйдут в свет в сентябре 2014 года.

1. 204 текстов на английском языке + рисунки + наброски + мои комментарии к большинству песен + выдержки из моих студийных дневников + частные фотографии + длинное интервью (Свен Л) о процессе написания песен и т. д. Эта книга на английском языке.

2. 153 текста шведских песен + рисунки + наброски + мои комментарии к большинству песен + выдержки из моих студийных дневников + частные фотографии + два длинных интервью о процессе написания песен (разные журналисты) и т. д. Эта книга на шведском языке.

Обе книги, как и ожидалось, абсолютно лишены юмора и их можно будет купить отдельно, но вместе они составят сладкую парочку. Особенно с коробкой The PG Archives на ваших коленках. /П.
Оригинальный текст (англ.)
   P G B O O K S U P D A T E :

    2014 is the Annus Mirabilis Overdose Year!

    Two books on steroids will be released in September 2014.

    1. 204 English lyrics + drawings + sketches + comments on most of the songs by me + excerpts from my studio-diaries + private pics + long interview (Sven L) about songwriting etc. This book is in English.

    2. 153 Swedish lyrics + drawings + sketches + comments on most of the songs by me + excerpts from my studio-diaries + private pics + two long interviews about songwriting (different journalists…) etc. This book is in Swedish.

    Both are, as expected, totally humour-free and will be available as two different items but together they will make a happy marriage. Especially with The PG Archives-box on your lap. /P.
.

## Интересные факты
- На странице, посвященной песне «A Girl Like You» по краям страниц в качестве орнамента использованы туфли и ноги в сандалиях. Они принадлежат Перу Гессле и менеджеру Roxette Мари Димберг соответственно. Фотография была сделана в тот день, когда Gyllene Tider играли в Скансене в Стокгольме в 2013 году.[3]